# InterActiveCorp
Die IAC/InterActiveCorp ist ein amerikanisches Internetunternehmen. Es besteht aus den drei Geschäftsbereichen Search & Applications mit Seiten wie Ask.com, Ask.fm, Dictionary.com und Investopedia; Videos mit den Seiten Vimeo oder The Daily Beast sowie eCommerce mit HomeAdvisor und ShoeBuy.

## Geschichte
1995 wurde Barry Diller Chairman und CEO der Silver King Communications Inc., die später zur IAC wurde. Silver King fusionierte mit Home Shopping Network und Savoy Pictures Entertainment und wurde daraufhin in HSH Inc. umbenannt. 2010 wechselte der aus Film- und Fernsehbranche stammende Diller, der den Konzern jahrzehntelang allein geleitet hatte, in den Aufsichtsrat. Neuer CEO von IAC wurde Gregg Blatt.
Im Jahr 1997 übernahm das Unternehmen 50 % der Ticketmaster Group. 1998 wurde USA Networks, SCI FI and Universal domestic TV in die Gruppe eingefügt. Der Unternehmensname wurde auf USA Networks Inc (USAI) geändert. Die Gruppe ging im selben Jahr an die US-Börse NASDAQ. Ebenfalls 1998 verschmolzen die Ticketmaster Online mit Citysearch zur Ticketmaster Online Citysearch Inc (TMCS).
1999 wurde das Hotel Reservations Network übernommen, das später in Hotels.com umbenannt wurde. Im selben Jahr übernahm die TMCS das Portal Match.com sowie die Stadtpläne von Microsoft.
2002 kaufte USAI die TV Reise Gruppe Interval International. 2003 folgte die Entertainment Publications Inc mit uDate.com, LendingTree, Hotwire, RealEstate.com, GetSmart sowie Expedia. So wurde der Unternehmensgruppe der Name InterActiveCorp gegeben.
Im Jahr 2004 wurde excite, TripAdvisor Inc., ServiceMagic Inc. und Home Loan Center übernommen. 2005 folgte AskJeeves Inc. und die Cornerstone Brands Inc.
2005 wurden die Online-Reisebüros (Expedia, Hotels.com, Hotwire, TripAdvisor u. a.) in die selbständige Börsengesellschaft Expedia Inc. ausgegliedert. 2007 wurde die Aufspaltung der Gesellschaft in fünf eigenständige, börsennotierte Unternehmen angekündigt und im August 2008 vollzogen. Bei den ausgegliederten Teilen handelt es sich um den Hypothekenkreditvermittler Tree.com mit seiner Marke LendingTree, um das TV-Kaufhaus Home Shopping Network, den Eintrittskarten-Verkäufer Ticketmaster, und eine Timesharing-Börse für Ferienwohnungen und Hotelzimmer namens Interval International (NASDAQ: IILG).
Seit Ende 2010 gehörte The Newsweek Daily Beast Company (Newsweek, The Daily Beast) zu gleichen Teilen Sidney Harman und der InterActiveCorp. Nach dem Tod Harmans stellten dessen Erben die finanzielle Beteiligung ein. Newsweek wurde im Juli 2013 an IBT Media verkauft.

### 2010er
Am 14. Juli 2015 wurde der Partnervermittlungsdienst PlentyOfFish für 575 Millionen US-Dollar in bar erworben, um Teil der Match Group zu werden.
Am 9. Dezember 2015 gab IAC die Gründung von IAC Publishing bekannt, einer Einheit, die The Daily Beast, About.com, Dictionary.com und Investopedia in einer einzigen Unternehmensgruppe zusammenfasst.
Am 21. Januar 2016 gab IAC eine Neuausrichtung seiner berichtspflichtigen Segmente und eine Änderung des Tickersymbols von IACI auf IAC bekannt.
Im März 2016 hat IAC den Verkauf von PriceRunner an NS Intressenter AB, eine schwedische Private-Equity-Firma, abgeschlossen.
Am 2. Mai 2016 gab Vimeo von IAC die Übernahme von VHX bekannt, einer Plattform für Premium-Over-the-Top-Abonnement-Videokanäle.
Am 10. Oktober 2016 gab IAC's HomeAdvisor die Übernahme von MyHammer, einem Marktplatz für Heimdienste in Deutschland, bekannt.
Am 30. Dezember 2016 hat IAC den Verkauf von ShoeBuy an Jet abgeschlossen.
Am 9. Februar 2017 gab der IAC HomeAdvisor die Übernahme der kanadischen Home Services-Plattform HomeStars bekannt.
Am 27. März 2017 gab IAC's HomeAdvisor die Übernahme von MyBuilder bekannt, einem Marktplatz für Heimdienste in Großbritannien.
Am 1. Mai 2017 gab das IAC bekannt, dass es mit Angie’s List eine endgültige Vereinbarung getroffen hat, um den IAC HomeAdvisor und Angie’s List zu einem neuen börsennotierten Unternehmen mit dem Namen ANGI Homeservices Inc. zusammenzufassen.
Im März 2018 kündigte IAC die Übernahme von iTranslate an, den Machern der iTranslate App.
Im Oktober 2018 gab IAC den Verkauf von Electus an Propagate Content bekannt.
Im November 2018 gab IAC die Übernahme von TelTech, den Entwicklern der mobilen Apps RoboKiller, TapeACall und TrapCall, bekannt.

### 2020er
Der Unternehmensbereich The Match Group (v. A. Online-Dating) wurde an die Börse gebracht und wurde 2020 von InterActiveCorp unabhängig. The Match Group hielt u. a. die Dating-Seiten Tinder oder DailyBurn.
Im Mai 2021 verkaufte IAC seine Beteiligung an Vimeo.
Im Oktober 2021 übernahm das Unternehmen den Verlag Meredith Corporation. Merediths Digital Business und Magazinverlag wird in IAC's Digitalabteilung Dotdash integriert und in Dotdash Meredith umbenannt.

## Geschäftsfelder

### Apps
- Apalon
- Ask Applications
- iTranslate
- mHelpDesk
- SlimWare
- TelTech

### Video
- CollegeHumor
- DailyBurn
- IAC Films

### ANGI Homeservices Inc.
- Angie’s List
- HomeAdvisor
- Handy
- HomeStars
- Instapro
- MyBuilder
- MyHammer
- Travaux.com
- Werkspot

### Ehemalige Beteiligungen
- Match Group
  - BlackPeopleMeet.com
  - Chemistry.com
  - Delightful
  - FriendScout24
  - HowAboutWe
  - Match.com
  - Meetic Group
  - OkCupid
  - OurTime
  - People Media
  - PlentyOfFish
  - Tinder
  - Twoo
- Vimeo

## Besitzverhältnisse
Gründer Barry Diller hält 42,5 % der Stimmanteile.